# سياسة فلسطين
تعمل سياسة السلطة الوطنية الفلسطينية في إطار جمهوري شبه رئاسي متعدد الأحزاب حيث يمثل السلطة التنفيذية كلا من الرئيس ورئيس الوزراء برئاستهما لمجلس الوزراء.

## التطورات السياسية منذ العام 1993
تأسست السلطة الوطنية الفلسطينية على أساس إعلان المباديء بين الفلسطينيين والإسرائيليين حول الحكم الذاتي المرحلي في واشنطن 13 سبتمبر 1993، وفي إطاره تم إعطاء الصلاحيات المدنية بشكل مؤقت لحين مفاوضات الوضع النهائي التي كان من المفترض ان تجري بعد 3 سنوات. أنشأت السلطة بقرار من المجلس المركزي الفلسطيني في دورته المنعقدة في 10 أكتوبر 1993 في تونس، ويعول عليها أن تكون نواة الدولة الفلسطينية المقبلة على جزء من ارض فلسطين التاريخية وهي الضفة الغربية وقطاع غزة وعاصمتها القدس.
تختلف السلطة الفلسطينية عن منظمة التحرير الفلسطينية. فالمنظمة هي كيان سياسي يعتبر الممثل الشرعي والوحيد للشعب الفلسطيني وفقا لمؤتمر القمة العربي الذي عقد بالرباط عام 1974، أما السلطة الفلسطينية فهي كيان إداري وسياسي لتنفيذ اتفاق لحكم ذاتي محدود في بعض مناطق الضفة الغربية وقطاع غزة. تتألف السلطة الفلسطينية من المجلس التشريعي والسلطة التنفيذية (الحكومة).

### السلطة التنفيذية
مجلس وزراء السلطة الفلسطينية ويعتبر بمثابة الحكومة، وهو الأداة التنفيذية لما يتخذ من قرارات وما يتم التوصل إليه من اتفاقات، وتختص بتسيير أمور الحكم الذاتي في مناطق السلطة. وللسلطة أن تقيم وزارات ومؤسسات متفرعة حسب الحاجة وما تمليه عليها مسؤولياتها. كما يعاون السلطة العديد من الأجهزة الأمنية التي تجاوز عددها 15 جهازا، من أهمها قوات أمن الرئاسة وقوات الفرقة 17 وقوات الأمن الوقائي وغيرها.
| المكتب                   | الاسم           | الحزب | منذ           |
| ------------------------ | --------------- | ----- | ------------- |
| الرئيس في الضفة الغربية  | محمود عباس      | فتح   | 15 يناير 2005 |
| الرئيس في الضفة الغربية  | سلام فياض       | مستقل | 17 يونيو 2007 |
| ممثل الرئيس في قطاع غزة  | عبد العزيز دويك | حماس  | 9 يناير 2009  |
| رئيس الوزراء في قطاع غزة | إسماعيل هنية    | حماس  | 29 مارس 2006  |

### السلطة التشريعية
يعتبر المجلس التشريعي الفلسطيني بمثابة الهيئة التشريعية أو البرلمان بالنسبة للدول المعترف بها. وتكون للمجلس مهام تشريعية ورقابية كما يلعب بعض الأدوار السياسية بحسب تطورات الوضع. يتألف المجلس التشريعي من 132 عضوا إضافة إلى رئيس السلطة التنفيذية،. ويتكون المجلس من هيئة رئاسة المجلس التي تتكون بدورها من رئيس المجلس ونائبين له وأمين سر، إضافة إلى عدة لجان تنتظم نشاطات الأعضاء.
ويختص المجلس كذلك بالرقابة على أعمال الحكومة ومؤسساتها الرسمية فيقوم بمنح الثقة وحجبها عن الحكومة. ويشارك المجلس في وضع السياسة العامة للسلطة ومراجعة الخطط والاتفاقيات وإقرارها. ويلعب المجلس كذلك دورا سياسيا كبحث الوضع السياسي بصورة عامة والدفاع عن حقوق الشعب الفلسطيني ودعم جهود السلطة التنفيذية والمفاوض الفلسطيني في قضايا القدس واللاجئين والاستيطان وإطلاق سراح الأسرى من السجون الإسرائيلية.

### السلطة القضائية
ويمثلها المجلس التشريعي الفلسطيني